# Bowlen

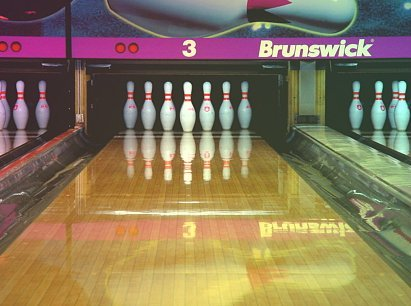
Bowlingbaan

Bowling is een sport waarbij de speler door middel van een bowlingbal moet proberen om alle tien de pins omver te gooien. Bowling is ontstaan uit het aloude spel kegelen.

## Spelregels
De bowlingbaan bestaat uit gepolijst hout of kunststof. De baan is tussen de foul line en de eerste pin, ook wel headpin genoemd, 18,3 meter lang en is 1,05 meter breed. De pins (38,1 cm hoog) worden op het einde van de baan in een driehoek opgesteld op het "pindeck". Bij de meest bekende variant van bowlen worden er tien pins opgesteld, maar er bestaan ook varianten met negen of vijf pins.
Elke speler werpt twee keer na elkaar (een frame), uitgezonderd bij een strike, in welk geval de pins allemaal in de eerste worp al omver zijn gegooid. Als de speler erin slaagt om de tien pins om te gooien in twee worpen dan heeft hij een spare gegooid. Als de speler bij de eerste worp geen enkele pin omgooit en bij de tweede worp alle pins tegelijk, geldt dit als een spare, niet als een strike. Een spel (game) bestaat uit tien frames. Elke omver geworpen pin levert één punt op. 
Als een speler een strike geworpen heeft, krijgt hij de punten van de twee worpen erna bij de tien punten van de strike zelf. Zo kan een strike dus maximaal 30 punten opleveren, als in de twee volgende frames ook een strike wordt gegooid. 
Bij een spare worden de punten van de ene opvolgende worp bijgeteld. Een spare kan dus maximaal 20 punten opleveren. 
Als een speler bij de tiende frame een strike of een spare gooit, krijgt hij respectievelijk er een frame bij - eventueel twee frames als weer een strike wordt gegooid - om de extra punten voor de strike of spare te kunnen verdienen. Deze punten tellen dan alleen maar bij de strike of spare mee en worden niet nog eens extra bijgeteld. Op deze manier kan een speler dus 12 strikes gooien in één spel, een "perfect game", 300 punten (10 × 30).
Bowling wordt in Europa en de Verenigde Staten veel beoefend als recreatie. Bowling is ook een sport. In Nederland en België wordt de sport meer en meer in competitie gespeeld. In de  Verenigde Staten bestaan er ook scholen om bowlingles te volgen.

## Bowlingtoernooien
In Nederland (en in België) worden regelmatig (o.l.v. een lokale vereniging) bowlingtoernooien georganiseerd. In Nederland zijn verschillende categorieën toernooien welke volgens de Nederlandse Bowling Federatie goedgekeurd dienen te worden.
- Een D-toernooi is een zogenaamd huistoernooi, hier mogen alleen spelers van de eigen vereniging aan mee doen.
- De C-toernooien zijn de zogenaamde handicap (bonus) toernooien, over het algemeen zijn deze toernooien het drukst bezocht.
- De B-toernooien zijn toernooien veelal zonder handicap en worden veelvuldig door de serieuzere bowler bezocht. In de meeste gevallen is het prijzengeld ook hoger dan bij C-toernooien.
- A-toernooien zijn in Nederland toernooien die een internationaal karakter hebben. In Nederland is er nog één A-toernooi, het Bronzen Schietspoel Toernooi in Tilburg. Dit toernooi maakt ook deel uit van de Europese Bowling Tour (EBT).

## Bowlingjargon

Positie van de 10 pins

Arrowsde pijlen op de baan waarop gemikt kan worden.
Dotsde rondjes op de approach waar je je beginpunt kunt bepalen maar ook de rondjes op de baan zelf waarop gemikt kan worden.
Pinsbeter bekend als kegels.
Headpinaanduiding voor de voorste pin, de eerste.
Frameeen serie van 2 worpen (of de ene worp als een strike wordt gegooid).
Gameeen serie van 10 frames.
Sparealle 10 pins omgegooid na 2 worpen, in 1 frame.
Strikehet omverwerpen van alle 10 pins in de 1e worp, in 1 frame. Het frame is dan met die ene worp voorbij.
Doubletwee strikes achter elkaar
Turkeydrie strikes achter elkaar
Four Baggervier strikes achter elkaar, ook wel Hambone genoemd.
Five Baggervijf strikes achter elkaar
6-packzes strikes achter elkaar
7 in a rowzeven strikes achter elkaar
8 in a rowacht strikes achter elkaar
9 in a rownegen strikes achter elkaar
10 in a rowtien strikes achter elkaar
11 in a rowelf strikes achter elkaar
Perfect game/Buffer gameeen aaneengesloten serie van 12 strikes in één game; resulterend in de maximale score van 300 punten.
Zwarte gameeen game die alleen uit spares en strikes bestaat (zonder open frames en andere missers), ook wel dichte game genoemd.
Approachde aanloopzone.
Foul linede lijn tussen aanloopzone en bowlingbaan.
Pocketde ruimte waar de kans op een strike het grootst is, voor linkshandigen: tussen pin 1 en 2. Voor de rechtshandigen tussen pin 1 en 3.
Brooklynvoor linkshandigen pin 1 en 3. Voor rechtshandigen pin 1 en 2.
Backswingde beweging die men maakt om de bowlingbal los te laten op de baan; de arm wordt naar achteren gebracht en dan terug naar voren.
Releasehet punt in je beweging waar je de bal loslaat.
Double Woodtwee pins achter elkaar. Dus pin 1 en 5, pin 2 en 8 en pin 3 en 9.
Splitwanneer twee pins ver van elkaar staan zonder pin 1. Deze zijn meestal moeilijk om in een worp om te gooien. De moeilijkste is de 7 - 10 split.
Gootgedeelte naast de twee zijkanten van de bowlingbaan.
Bumpersbalken aan de rand van de baan die voorkomen dat de bal in de goot terechtkomt. Wordt vaak gebruikt als kinderen bowling spelen.
Gutterballeen bal in de goot gooien
Het "in komen" van de baliedere bal heeft een bepaald hoekpunt dat ervoor zorgt dat de bal op het droog gedeelte van de baan begint te reageren. Hoe groter het hoekpunt hoe meer je bal "in komt".
Aanloophet aantal stappen tot aan de foul line alvorens de bal los te laten verschilt van 3 tot 6, al te zien hoe hoog of laag je de bal houdt. Recreatieve spelers nemen over het algemeen geen aanloop, maar gooien vanuit stilstand, waarbij moet worden opgelet dat de foul line niet wordt overschreden met de voet.
Sandbaggereen speler die expres zijn hoge gemiddelde laat zakken om in toernooien de prijzen voor de neus van mindere tegenstanders weg te kapen; wordt door zeer velen als zeer onsportief ervaren.

### Baancondities
Droogals er weinig of geen olie op de bowlingbaan ligt.
Natals er veel olie op de bowlingbaan ligt.